# Ivan Avoscan
Ivan Avoscan, né le 13 mars 1928 à Bissey-sous-Cruchaud et mort le 3 janvier 2012 à Chalon-sur-Saône, est un sculpteur français, .

## Biographie
Ivan Avoscan naît le 13 mars 1928 à Bissey-sous-Cruchaud en Saône-et-Loire, France ; son père, Victor, d'origine italienne, est tailleur de pierre ; sa mère, Viviane Bordes, est une fille de cultivateurs bourguignons. Pour éviter le service du travail obligatoire lors de la Seconde Guerre mondiale, sa famille fuit la zone occupée en 1941 et se réfugie à quelques kilomètres en zone libre. Mais les Allemands occupant toute la France, Ivan Avoscan retourne à Buxy dès 1942. Il apprend le métier de son père, en intégrant une entreprise de taille de pierre buxinoise ; son patron, repérant dès 1946 le potentiel artistique de son apprenti, l'oriente vers un marbrier près du cimetière de la Guillotière à Lyon où il devient ornemaniste. Il a alors 18 ans, et son nouveau patron l'encourage à suivre des cours du soir de modelage.
En 1947, Avoscan se présente au concours d'admission de l'École des beaux-arts de Lyon où il est admis directement en 3ème année. Le matin il va à l'école et l'après-midi il travaille pour un professeur où il sculpte des commandes d'art religieux.
Il obtient le Prix de Paris en 1950, qui comporte une bourse d'études accordée par l'École des beaux-arts de Lyon et la mise à disposition pendant trois ans d'une petite villa avec atelier (qui appartient à la Ville de Lyon) rue Ledion, près de la Porte d'Orléans. Il se passionne pour l'œuvre d'Antoine Bourdelle, dont l'atelier transformé en musée n'est pas loin, et pour subsister il redevient ornemaniste au cimetière du Père-Lachaise.
Après les trois années de bourse, il fait son service militaire en 1954 et retourne à Lyon en 1955. Il retrouve son métier d'ornemaniste en effectuant des travaux dans des petits villages autour de Lyon. Il participe en 1956 à une première exposition collective, le Salon Regain à Lyon avec une sculpture intitulée Homme. En 1957, il participe au Salon du Sud-Est toujours à Lyon, avec la sculpture Torrent. Il participera à ce salon toutes les années jusqu'en 1965.
En 1958, au hasard d'une visite au Musée d'Antibes, la découverte de l'œuvre de Germaine Richier constitue un déclencheur pour trouver sa propre voie. Cette même année, il crée la sculpture Architecture humaine ainsi que Le Couple qui marque nettement un tournant vers l'abstraction. En 1959, il sculpte la Cariatide et participe à une exposition de groupe à la galerie Art et Décoration de Montpellier. En 1960, il réalise les sculptures Vision et Antique. En 1961 il réalise Articulations. Intégrant l'œuvre des sculpteurs du début du XXe siècle (comme Auguste Rodin, Antoine Bourdelle ou Constantin Brâncuși), il s'éloigne à cette époque de la sculpture figurative pour s'engager définitivement vers l'abstraction géométrique.
En 1962, il réalise un mur de béton pour la Centrale EDF de Rhinau sur le Rhin, sa première commande pour l'architecture. Il présente également ses sculptures dans une première exposition particulière à la galerie Sopho de Lyon. Cette exposition remporte un fort succès qui l'encourage à participer en 1963 à Paris au Salon de la Jeune Sculpture , ainsi qu'à la 3ème Exposition Internationale de Sculpture Contemporaine du Musée Rodin et au Salon des Artistes Lyonnais Contemporains au Musée d'Art moderne de la ville de Paris. Il participe également à Lyon la même année, au Salon du Sud-Est, aux expositions Sculptures Contemporaines et Option 63 à la galerie L’ Œil Écoute.
Il est nommé professeur aux beaux-arts de Lyon en 1964 ; il y restera  jusqu'en 1986. Il est de plus en plus connu et apprécié et participe régulièrement au Salon de la Jeune Sculpture et au Groupe d'Art Monumental.
Reconnu, il travaille préférentiellement la pierre de Buxy.
Il est fait chevalier des Arts et des Lettres en 1968.
Installé à Étrigny, il meurt le 3 janvier 2012 à Chalon-sur-Saône. Il est enterré au cimetière de la Croix-Rousse à Lyon,,.

## Œuvres monumentales
Parmi les œuvres monumentales créées par Ivan Avoscan :
- Allemagne :
  - Neunkirchen : Fleur de pierre (1983, Pflegeheim Spiesen)
  - Saint-Wendel : Réveil (1982, route des sculptures (de))

- Danemark :
  - Copenhague : Drakkar (1991)

- France :      
  - Antibes : Porte secrète (1974)
  - Le Barcarès : Rencontre (1973, allée des Arts)
  - Bourg-en-Bresse : Les Quatre Chemins (1990, fontaine)
  - Chalon-sur-Saône : Le Chemin de la vie[6] (1989, fontaine, place Saint-Vincent)
  - Dijon : Barque du temps (1990)
  - Grenoble :
    - Naissance d'une chose intérieure (1967, village olympique)
    - Transcendance (1991, fondation Hewlett-Packard)

  - Lyon :
    - Cinq Cercles (1977, École centrale)
    - Combat[9] (1964, cours Lafayette) ainsi que Second Silence (située juste à côté, secteur immeubles Zumbrunnen, près de la pharmacie des Halles)
    - Fontaine (rue Saint-Théodore)
    - Gardien" (fort de Vaise)
    - Le Soleil[6],[10] (1978, station de métro Bellecour)
    - Sphère de la connaissance[11](1981, école de santé des armées)

  - Meillonnas : Fleur de pierre (1997)
  - Sail-sous-Couzan : La Gerbe (1974, château de Couzan)
  - Savasse : Porte du soleil[6],[12] (1989, aire de repos de l'autoroute A7)

- Japon :
  - Kawasaki : Soleil (1983)
  - Tokyo : Soleil (1990, Maeda Environmental Art)

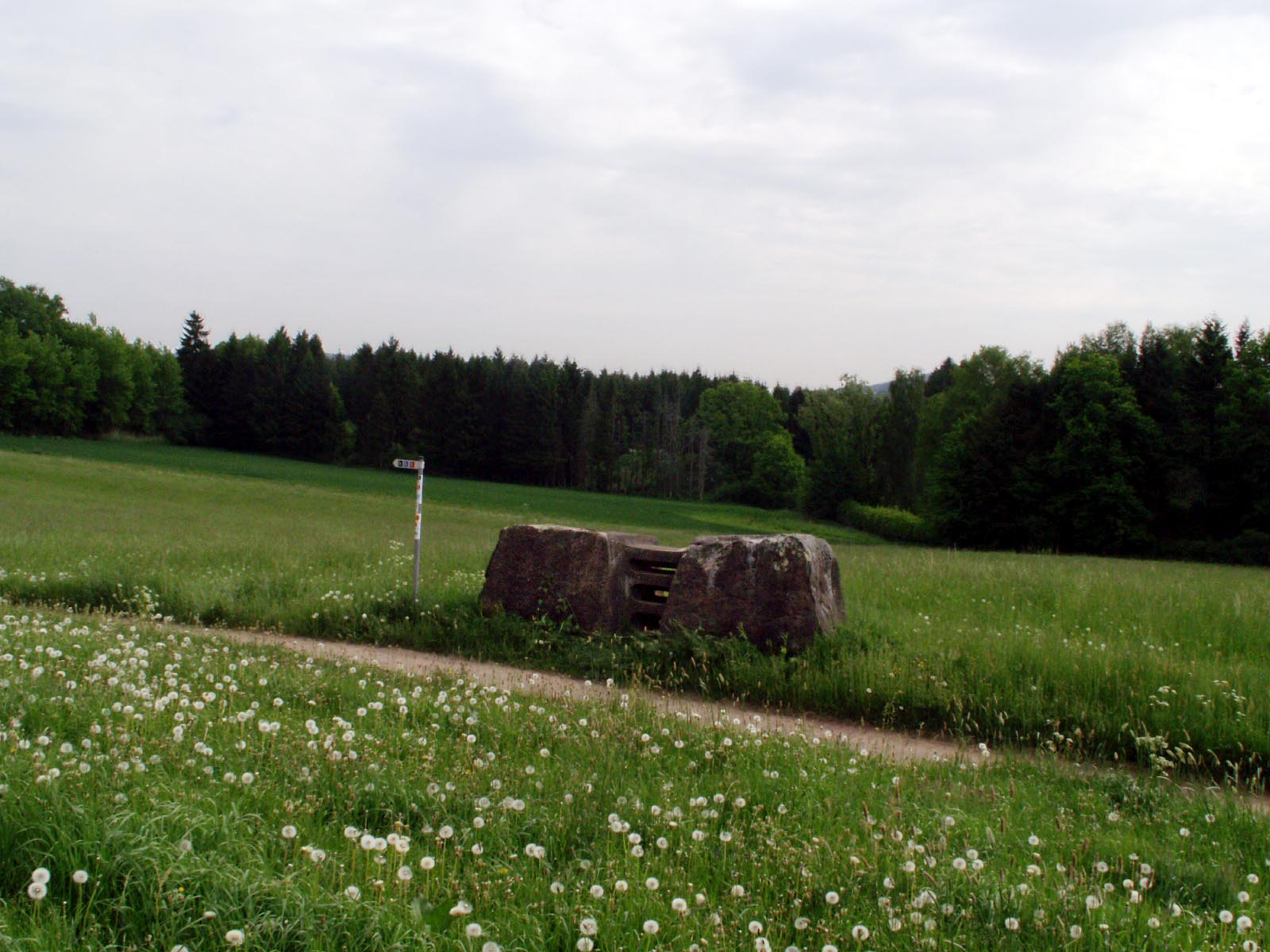
Réveil, Saint-Wendel